# Andreas W. Daum
Andreas W. Daum est un historien germano-américain.

## Biographie
Andreas Daum étudie l'histoire, les sciences politiques et l'histoire de l'art à Cologne, Munich et aux États-Unis. Pendant ses études, il reçoit une bourse de la Fondation académique nationale allemande. En 1990, il est diplômé de l'Université Louis-et-Maximilien de Munich. Son professeur académique est Thomas Nipperdey. Il obtient son doctorat à Munich en 1995 avec une étude sur la vulgarisation des sciences naturelles en Allemagne entre 1848 et 1914. Le travail est initialement supervisé par Nipperdey, et après sa mort par Laetitia Boehm, Wolfgang Hardtwig (de) et Gerhard A. Ritter (de). Daum est chercheur au German Historical Institute Washington DC (en) et John F. Kennedy Fellow au Center for European Studies de l'Université Harvard. Depuis 2003, Daum est professeur d'histoire à l'Université d'État de New York à Buffalo. En 2012, il refuse une offre à l'Université de la Bundeswehr à Munich pour une chaire W3 d'histoire moderne et d'histoire contemporaine.
Les principaux intérêts de recherche de Daum sont l'histoire allemande, européenne et transatlantique du XVIIIe   au   XXe siècle. Il publie de nombreuses études sur l'histoire de la vulgarisation scientifique, la bourgeoisie allemande et les relations germano-américaines. Il est le premier à préciser les origines de la phrase légendaire « Je suis un Berlinois », que John F. juin 1963 lors de sa visite à Berlin-Ouest. Il interprète cette visite comme le point culminant d'une histoire émouvante de la guerre froide et de la «communautarisation transnationale» des Allemands de l'Ouest avec l'Occident. Il publie de nombreux articles sur Alexander von Humboldt. En 2019, il publie une brève biographie sur Humboldt. Daum interprète cela comme une « figure d'époque » historique.
Daum est l'un des rédacteurs en chef de la German Studies Review et des Berichte zur Wissenschaftsgeschichte (de). Il est membre résident Mellon de la Société américaine de philosophie, chercheur à la Fondation nationale pour les sciences humaines et chercheur résident Baird à la Smithsonian Institution à Washington, DC. En 2019, il reçoit le prix Carl Friedrich von Siemens Research de la Fondation Alexander-von-Humboldt.

## Travaux (sélection)
Monographies
- Wissenschaftspopularisierung im 19. Jahrhundert. Bürgerliche Kultur, naturwissenschaftliche Bildung und die deutsche Öffentlichkeit, 1848–1914. 2. ergänzte Auflage. Oldenbourg, München 2002  (ISBN 3-486-56551-6) (zugl. München, Universität, Dissertation, 1995) (Rezension).
- Kennedy in Berlin. Politik, Kultur und Emotionen im Kalten Krieg. Schöningh, Paderborn 2003  (ISBN 3-506-71991-2) (Rezension) (englische Übersetzung: Kennedy in Berlin. Übersetzt von Dona Geyer. Cambridge University Press, Cambridge u. a. 2007  (ISBN 978-0-521-85824-3)).
- Alexander von Humboldt. Beck, München 2019  (ISBN 978-3-406-73435-9).

Éditions
- mit Lloyd C. Gardner, Wilfried Mausbach: America, the Vietnam War and the World. Comparative and International Perspectives. Cambridge University Press, Cambridge 2003  (ISBN 0-521-81048-5).
- mit Christof Mauch (de): Berlin – Washington, 1800–2000. Capital Cities, Cultural Representation, and National Identities. Cambridge University Press, Cambridge 2005  (ISBN 978-0-521-84117-7) (Rezension).
- mit Hartmut Lehmann (de), James J. Sheehan: The Second Generation. Émigrés from Nazi Germany as Historians. With a biobibliographical guide. Berghahn, New York u. a. 2016  (ISBN 978-1-78238-985-9).